# Daniel Fiolka
Daniel Fiolka (* 1974 in Hagen) ist ein deutscher Opern- und Operettensänger (Bariton).

## Leben und Wirken
Daniel Fiolka studierte an der Musikhochschule Köln, Abteilung Aachen, Gesang und Gesangspädagogik. Beides schloss er mit Auszeichnung ab. Der Sänger  besuchte Meisterkurse u. a. bei Reinhard Leisenheimer, Júlia Hamari sowie Kurt Moll. Nach Stationen am Opernstudio Meran, dem Opernstudio der Deutschen Oper am Rhein und dem Landestheater Detmold war er von 2001 bis 2007 Ensemblemitglied am Theater Vorpommern (Stralsund/Greifswald/Putbus auf Rügen). 2007 wechselte der Sänger als festes Ensemblemitglied an das Staatstheater am Gärtnerplatz, dem er bis 2012 angehörte. Seit 2012 ist er am Mainfrankentheater Würzburg festes Ensemblemitglied. Zahlreiche Gastauftritte führten ihn an die Musikbühnen von Wiesbaden, Schwerin,  Lübeck, Rostock, Detmold und an die Deutsche Oper am Rhein.
Neben der Oper und Operette gehört Fiolkas große Liebe dem Liedgesang. 2008 wurde er für seine Verdienste um das Deutsche Lied mit dem Schubertpreis der Deutschen Schubertgesellschaft e. V. ausgezeichnet.
2015 erhielt der Künstler eine Dozentur für Gesang an der Julius-Maximilians-Universität Würzburg. Fiolka war mit der Mezzosopranistin Kerstin Descher verheiratet. Das Ehepaar hat einen Sohn.

## Rollenrepertoire (Auswahl)
- Papageno (Die Zauberflöte)
- Figaro (Il barbiere di Siviglia)
- Zar (Zar und Zimmermann)
- Graf Almaviva (Le nozze di Figaro)
- Marcello (La Bohème)
- Danilo (Die lustige Witwe)
- Eisenstein (Die Fledermaus)
- Dandini (La Cenerentola)
- Graf von Eberbach (Der Wildschütz)